# Muzeu Historik Kombëtar
Muzeu Historik Kombëtar, Albaniens nationalhistoriska museum, ligger i Tirana och öppnade 1981. Museet är det största kulturhistoriska museet i Albanien och visar upp albansk kultur och historia.